# Desatención Familiar
La desatención familiar es la falta de atención por parte de la familia hacia un miembro en particular.
Se encuentran presente características como la disminución de vínculos afectivos, insuficiente tiempo de calidad en la familia y una interrupción en el sistema de comunicación familiar.

## Causas
- Despreocupación por parte de los padres

- Exceso de trabajo: Debido a sobrecarga horaria o a un nivel socioeconómico bajo.

## Repercusiones

### En los hijos
- Desmotivación Personal: Debido a la influencia de los padres en el apoyo y afecto que brindan a sus hijos.
- Inestabilidad Emocional: Puede existir situaciones de problemas con relaciones interpersonales, miedo al apego y al amor, posibles alteraciones o trastornos como trastorno límite de la personalidad y narcisismo, predominancia del egoísmo, falta de identidad y dirección, perdida de esperanza y alegría.[1]
- Desprotección y Vulnerabilidad: Las situaciones de desprotección se producen sin testigos presentes y normalmente sin indicadores aparentes, una de las principales causas explicativas es la ausencia de conciencia de los adultos cuidadores; Además de estar caracterizada por no cubrirse las necesidades básicas del hijo.[2]
- Problemas académicos: El desempeño del estudiante es reflejo de las contribuciones y aportaciones por parte de los padres al proceso educativo; Además de las situaciones del entorno familiar que influyen en el desenvolvimiento de su aprendizaje.[3]